# تلمبة محمد دهقان (كورك وناريتش)
تلمبة محمد دهقان (بالإنجليزية: Tolombeh-ye Mohammad Dehqan)‏ هي مستوطنة تقع في إيران في كرمان.